# 1. tankovska divizija (Wehrmacht)
Za druge 1. divizije glej 1. divizija.
1. tankovska divizija (izvirno nemško 1. Panzer-Division) je bila ena izmed tankovskih divizij v sestavi redne nemške kopenske vojske med drugo svetovno vojno.

## Zgodovina
Divizija je bila ustanovljena 15. oktobra 1935 z reorganizacijo 3. konjeniške divizije bivšega Reichswehra v novo moderno enoto, opremljeno in izurjeno po takrat najnovejših zamislih Blitzkriega. 
Septembra 1939 je sodelovala v poljski kampanji, po njenem uspešnem zaključku je bila premeščena na zahod, kjer je bila nameščena v rezervi za zahodnim zidom. 
Maja 1940 je bila udeležena v napadu na Francijo preko Belgije. V sestavi Tankovske skupine Kleist je prodrla skozi Luksemburg in belgijske Ardene, nakar je prebila Maginotovo linijo v bližini Sedana in vstopila v Francijo; prodrla je vse do morja južno od Dunkerquea, kjer se je borila proti umikajočim zaveznikom, ki so se znašli obkoljeni in z morjem za svojim hrbtom. Tako kot še nekatere druge enote, so jo tik pred zmagoslavjem ustavili z ukazom z vrha in posledično so se že izgubljene zavezniške enote uspele rešiti skozi pristanišča in nadaljevati vojno proti Nemčiji.
Oktobra 1940 so v reorganizaciji vseh nemških motoriziranih enot iz njene sestave izvzeli 2. tankovski polk, ki so ga vključili v sestavo novoustanovljene 16. tankovske divizije; divizija je v zameno prejela strelski polk. Tako je po novem imela več pehote in manj tankov, od prejšnjih dveh tankovskih polkov je sedaj imela samo še enega.
Junija 1941 je sodelovala pri napadu na Sovjetsko zvezo, v operaciji Barbarossa. Tam je bila nameščena na severnem odseku vzhodne fronte, kjer je bila podrejena 4. tankovski skupini. Njena glavna cilja sta bila Daugavpils v Latviji, končni cilj pa je bil Leningrad. Jeseni 1941 je bila premeščena na osrednji odsek, kje je delovala v sestavi 3. tankovske skupine; tam je sodelovala pri prodoru proti ruski prestolnici in več bitkah, ki so se tam razvile, v bitki za Vjazmo, za Moskvo in za Ržev. Slednja se je zavlekla močno v leto 1942 in je predstavljala hudo preizkušnjo za vse člane divizije. 
Zaradi velikih izgub v slednji bitki, so divizijo januarja 1943 poslali v Francijo na popolnitev in modernizacijo opreme ter oborožitve. Junija istega leta je bila premeščena v bivšo Jugoslavijo, kjer je sodelovala v protipartizanskem bojevanju proti silam NOV in POJ. Naslednji mesec je bila poslana v Grčijo, kjer je opravljala naloge varovanja obalnega pasu; tu je ostala do novembra, ko je bila premeščena ponovno na vzhodno fronto, tokrat v Ukrajino. Tam je sodelovala v protiofenzivi na Kijev kot del 4. tankovske armade in v defenzivnih akcijah okoli Berdičevega. 22. junija 1944 je Rdeča armada sprožila obsežno ofenzivo, v kateri je v slabih 3 tednih uničila armadno skupino Sredina. Divizija je nato sodelovala v nemški protiofenzivi v sestavi XLVIII. tankovskega korpusa. V bitki za Olejor je kljub velikim lastnim izgubam zaustavila napredujoče sovjetske sile. Ker je bila divizija nezmožna braniti južni bok, se je morala umakniti proti reki Visli.
Tu je ostala do oktobra, ko je bila premeščena na Madžarsko, kjer je na začetku leta 1945 sodelovala v zadnji nemški ofenzivi vojne, poizkusu ruskim silam odvzeti Budimpešto, ki pa je bila neuspešna; divizija je zatem sodelovala v akcijah okoli Debrecna, kjer se je večkrat odlikovala v bojih. Z ostalimi nemškimi enotami je sodelovala pri umikanju in defenzivnih operacijah proti Sovjetom, ki pa so bile neučinkovite. Vojno je končala v vzhodni Avstriji, kjer se je predala enotam Kopenske vojske ZDA.

## Vojna služba
| Datum                   | Delovanje         | Korpus            | Armada               | Armadna skupina                  | Področje        |
| September-November 1939 | bojno delovanje   | XVI. korpus       | 10. armada           | Armadna skupina Jug              | Radom, Varšava  |
| December 1939           | rezerva           | /                 | /                    | Armadna skupina B                | Eifel, Hunsrück |
| Januar 1940             | rezerva           | /                 | /                    | Armadna skupina B                | Eifel, Hunsrück |
| Maj 1940                | bojno delovanje   | /                 | 16. armada           | Armadna skupina A                | Luksemburg      |
| Junij 1940              | bojno delovenje   | XXXIX. korpus     | 12. armada           | Armadna skupina A                | Alzacija        |
| Julija-Avgust 1940      | bojno delovanje   | XXXIX. korpus     | 2. armada            | /                                | Francija        |
| September-December 1940 | strateška rezerva | XVI. korpus       | 18. armada           | Armadna skupina B                | Vzhodna Prusija |
| Januar-Februar 1941     | strateška rezerva | XVI. korpus       | 18. armada           | Armadna skupina B                | Vzhodna Prusija |
| Marec-April 1941        | rezerva           | /                 | 4. tankovska skupina | Armadna skupina B                | Vzhodna Prusija |
| Maj 1941                | rezerva           | /                 | 4. tankovska skupina | Armadna skupina C                | Vzhodna Prusija |
| Junij-September 1941    | bojno delovanje   | XVIII. korpus     | 4. tankovska skupina | Armadna skupina Sever            | Leningrad       |
| Oktober-December 1941   | bojno delovanje   | XXXX. korpus      | 3. tankovska skupina | Armadna skupina Sredina          | Moskva          |
| Januar 1942             | bojno delovanje   | XXXI. korpus      | 3. tankovska skupina | Armadna skupina Sredina          | Veliš           |
| Februar 1942            | bojno delovenje   | XXXXVI. korpus    | 9. armada            | Armadna skupina Sredina          | Veliš, Ržev     |
| Marec-April 1942        | bojno delovanje   | XXIII. korpus     | 9. armada            | Armadna skupina Sredina          | Ržev            |
| Maj 1942                | bojno delovanje   | XXVII. korpus     | 9. armada            | Armadna skupina Sredina          | Ržev            |
| Junij-Julija 1942       | bojno delovanje   | XXIII. korpus     | 9. armada            | Armadna skupina Sredina          | Ržev            |
| Avgust 1942             | rezerva           | /                 | 4. armada            | Armadna skupina Sredina          | Ržev            |
| September-November 1942 | bojno delovanje   | XXXIX. korpus     | 9. armada            | Armadna skupina Sredina          | Ržev            |
| December 1942           | bojno delovenje   | XXXXI. korpus     | 9. armada            | Armadna skupina Sredina          | Ržev            |
| Januar 1943             | rezerva           | /                 | /                    | Armadna skupina D                | Francija        |
| Februar 1943            | rezerva           | /                 | 15. armada           | Armadna skupina D                | Francija        |
| Marec-April 1943        | rezerva           | /                 | 7. armada            | Armadna skupina D                | Francija        |
| Maj 1943                | rezerva           | /                 | /                    | Armadna skupina D                | Francija        |
| Junij 1943              | rezerva           | /                 | /                    | Armadna skupina E                | Balkan          |
| Julija-Avgust 1943      | bojno delovanje   | LXVIII. korpus    | /                    | Armadna skupina E                | Grčija          |
| September 1943          | bojno delovanje   | LXVIII. korpus    | 11. ital. armada     | Armadna skupina E                | Grčija          |
| Oktober 1943            | bojno delovanje   | LXVIII. korpus    | Armada E             | Armadna skupina F                | Grčija          |
| November 1943           | rezerva           | / 8. armada       | Armadna skupina Jug  | Severna Ukrajina                 |                 |
| December 1943           | bojno delovanje   | XXXXVIII. korpus  | 4. tankovska armada  | Armadna skupina Jug              | Žitomir         |
| Januar 1944             | bojno delovanje   | XXXXVIII          | 4. tankovska armada  | Armadna skupina Jug              | Vinica          |
| Februar 1944            | bojno delovanje   | XXIV. korpus      | 4. tankovska armada  | Armadna skupina Jug              | Vinica          |
| Marec 1944              | rezerva           | /                 | 1. tankovska armada  | Armadna skupina A                | Brodi           |
| April 1944              | bojno delovanje   | LIX. korpus       | 1. tankovska armada  | Armadna skupina Severna Ukrajina | Brodi           |
| Maj 1944                | rezerva           | /                 | 4. tankovska armada  | Armadna skupina Severna Ukrajina | Brodi           |
| Junij 1944              | rezerva           | /                 | 1. tankovska armada  | Armadna skupina Severna Ukrajina | Brodi           |
| Julija 1944             | bojno delovanje   | III. korpus       | 1. tankovska armada  | Armadna skupina Severna Ukrajina | Zloczow         |
| Avgust 1944             | bojno delovanje   | XXXXVIII. korpus  | 4. tankovska armada  | Armadna skupina Severna Ukrajina | Brodi           |
| September 1944          | bojno delovanje   | XXIV. korpus      | 1. tankovska armada  | Armadna skupina Severna Ukrajina | Karpati         |
| Oktober 1944            | bojno delovanje   | III. korpus       | 6. armada            | Armadna skupina Jug              | Madžarska       |
| November 1944           | bojno delovanje   | LVII. korpus      | 6. armada            | Armadna skupina Jug              | Madžarska       |
| December 1944           | bojno delovanje   | IV. korpus        | 6. armada            | Armadna skupina Jug              | Madžarska       |
| Januar 1945             | bojno delovanje   | Konjeniški korpus | 6. armada            | Armadna skupina Jug              | Madžarska       |
| Februar-Marec 1945      | bojno delovenje   | III. korpus       | 6. armada            | Armadna skupina Jug              | Madžarska       |
| April 1945              | bojno delovanje   | IV. SS-korpus     | 6. armada            | Armadna skupina Jug              | Madžarska       |
| Maj 1945                | bojno delovenje   | IV. SS-korpus     | 6. armada            | Armadna skupina Ostmark          | Avstrija        |

## Sestava
1939
- 1. strelska brigada

- 1. strelski polk

- I. strelski bataljon
- II. strelski bataljon
- 1. motorizirani strelski bataljon

- 1. tankovska brigada

- 1. tankovski polk

- I. tankovski bataljon
- II. tankovski bataljon

- 2. tankovski polk

- I. tankovski bataljon
- II. tankovski bataljon

- 73. artilerijski polk

- I. artilerijski bataljon
- II. artilerijski bataljon

- 4. izvidniški bataljon
- 37. tankovskolovski bataljon
- 37. pionirski bataljon
- 37. komunikacijski bataljon
- podporne enote

Oktobra 1939 je bil diviziji dodeljen III. bataljon 69. strelskega polka (mot) 20. pehotne divizije (mot) kot III. bataljon 1. strelskega polka. 20. oktobra istega leta so iz divizije odvojili 2. tankovski polk, ki je bil premeščen v sestavo 16. tankovske divizije. 6. novembra 1940 je bil ustanovljen I. bataljon 113. strelskega polka z reorganizacijo III. bataljona 1. strelskega polka in tako odvzet diviziji. Februarja 1941 je bil II. bataljon 69. strelskega polka preimenovan v II. bataljon 113. strelskega polka. Pozneje so 73. artilerijskemu polku dodeli III. bataljon, ki je bil preimenovani II. bataljon 56. artilerijskega polka.
1940
- 1. strelski polk

- I. strelski bataljon
- II. strelski bataljon

- 113. strelski polk

- I. strelski bataljon
- II. strelski bataljon

- 1. tankovski polk

- I. tankovski bataljon
- II. tankovski bataljon

- 73. artilerijski polk

- I. artilerijski bataljon
- II. artilerijski bataljon
- III. artilerijski bataljon

- 1. motorizirani strelski bataljon
- 4. izvidniški bataljon
- 37. tankovskolovski bataljon
- 37. pionirski bataljon
- 37. komunikacijski bataljon
- podporne enote

Julija 1941 sta bila oba strelskega polka (1. in 113.) preimenovana v tankovskogrenadirska. I. tankovski bataljon 1. tankovskega polka je bil odstranjen iz sestave in dodeljen 16. tankovskogrenadirski diviziji, kjer je postal 116. tankovski bataljon. Ko je bil I./1. tk.polk odstranjen, je bila celotna tankovska divizija le en tankovski bataljon. Januarja 1943 je bil ta edini tankovski bataljon, II. tankovski bataljon 1. tankovskega polka preimenovan v I. bataljon dotičnega polka. I. bataljon 103. tankovskega polka je bil dodeljen diviziji kot njen II. bataljon 1. tankovskega polka. Pozneje je divizija dobila tudi do tedaj samostojno FLAK enoto kopenske vojske - 299. FLAK bataljon kopenske vojske.
1943
- 1. tankovskogrenadirski polk

- I. tankovskogrenadirski bataljon
- II. tankovskogrenadirski bataljon

- 113. tankovskogrenadirski polk

- I. tankovskogrenadirski bataljon
- II. tankovskogrenadirski bataljon

- 1. tankovski polk

- I. tankovski bataljon
- II. tankovski bataljon

- 73. tankovski artilerijski polk

- I. tankovski artilerijski bataljon
- II. tankovski artilerijski bataljon
- III. tankovski artilerijski bataljon
- IV. tankovski artilerijski bataljon

- 1. tankovski izvidniški bataljon
- 37. tankovskolovski bataljon
- 37. tankovski pionirski bataljon
- 37. tankovski komunikacijski bataljon
- 299. FLAK bataljon kopenske vojske
- podporne enote

Pozno v vojni je divizija dobila še 1009. grenadirski nadomestni bataljon od  tankovske divizije Tatra.

## Pripadniki divizije
Divizijski poveljniki
| 1. | General konjenice Maximilian von Weichs |  | (1. oktober 1935–1. oktober 1937)     |
| 2. | Generalporočnik Rudolf Schmidt          |  | (1. oktober 1937–2. november 1939)    |
| 3. | Generalmajor Friedrich Kirchner         |  | (2. november 1939–17. julij 1941)     |
| 4. | Generalmajor Walter Krüger              |  | (17. julij 1941–1. januar 1944)       |
| 5. | Generalmajor Richard Koll               |  | (1. januar 1944–19. februar 1944)     |
| 6. | Generalmajor Werner Marcks              |  | (19. februar 1944–25. september 1944) |
| 7. | Generalporočnik Eberhard Thunert        |  | (25. september 1944–8. maj 1945)      |

Nosilci viteškega križa železnega križa
| Seznam nosilcev viteškega križa železnega križa s hrastovimi listi |                 |                      |                    |                 |
| Št.                                                                | Čin             | Ime                  | Datum podelitve    | Kateri po vrsti |
| 1.                                                                 | Major           | Franz-Josef Eckinger | 31. december 1941  | 48.             |
| 2.                                                                 | Polkovnik       | Wend von Wietersheim | 12. januar 1943    | 176.            |
| 3.                                                                 | Generalporočnik | Walter Krüger        | 24. januar 1944    | 373.            |
| 4.                                                                 | Oberfeldwebel   | Hans Strippel        | 4. junij 1944      | 485.            |
| 5.                                                                 | Generalmajor    | Werner Marcks        | 21. september 1944 | 593.            |

| Seznam nosilcev viteškega križa železnega križa |                 |                      |                    |
| Št.                                             | Čin             | Ime                  | Datum podelitve    |
| 1.                                              | Podpolkovnik    | Hermann Balck        | 3. junij 1940      |
| 2.                                              | Stotnik         | Franz von Bellegarde | 28. november 1940  |
| 3.                                              | Feldwebel       | Erwin Bohlken        | 17. marec 1945     |
| 4.                                              | Podpolkovnik    | Ernst-Joachim Bradel | 15. december 1943  |
| 5.                                              | Stotnik         | Franz-Josef Eckinger | 17. marec 1941     |
| 6.                                              | Nadporočnik     | Georg Feig           | 4. december 1941   |
| 7.                                              | Poročnik        | Karl-Heinrich Fink   | 20. februar 1943   |
| 8.                                              | Unteroffizier   | Heinz Fritsch        | 18. oktober 1941   |
| 9.                                              | Poročnik        | Rolf Fromme          | 29. september 1941 |
| 10.                                             | Nadporočnik     | Peter Gilow          | 14. september 1942 |
| 11.                                             | Polkovnik       | Rudolf Holste        | 6. april 1942      |
| 12.                                             | Major           | Helmut Huppert       | 23. avgust 1944    |
| 13.                                             | Generalporočnik | Friedrich Kirchner   | 20. maj 1940       |
| 14.                                             | Poročnik        | Heinz Kirchner       | 29. september 1941 |
| 15.                                             | Stotnik         | Helmut Kochler       | 3. november 1944   |
| 16.                                             | Nadporočnik     | Harald Krieg         | 15. julij 1941     |
| 17.                                             | Generalmajor    | Walter Krüger        | 15. julij 1941     |
| 18.                                             | Poročnik        | Hermann Kunz         | 17. december 1943  |
| 19.                                             | Major           | Ernst Loesch         | 14. maj 1944       |
| 20.                                             | Polkovnik       | Karl Neumeister      | 4. junij 1944      |
| 21.                                             | Poročnik        | Werner Pfitzer       | 19. julij 1941     |
| 22.                                             | Nadporočnik     | Ernst Philipp        | 28. november 1940  |
| 23.                                             | Stotnik         | Alfred Ritz          | 11. december 1944  |
| 24.                                             | Feldwebel       | Georg Schäfer        | 17. december 1942  |
| 25.                                             | Stotnik         | Wilhelm Söth         | 28. november 1940  |
| 26.                                             | Nadporočnik     | Otto Stodieck        | 31. januar 1944    |
| 27.                                             | Oberfeldwebel   | Hans Strippel        | 22. januar 1943    |
| 28.                                             | Generalmajor    | Eberhard Thunert     | 1. februar 1945    |
| 29.                                             | Feldwebel       | Otto Wiesemann       | 11. december 1944  |
| 30.                                             | Podpolkovnik    | Wend von Wietersheim | 10. februar 1942   |
| 31.                                             | Nadporočnik     | Alfred Wojak         | 9. junij 1944      |

Prejemniki nemškega križa
| Seznam nosilcev nemškega križa v zlatu |               |                           |                   |
| Št.                                    | Čin           | Ime                       | Datum podelitve   |
| 1.                                     | Poročnik      | Alfred Bach               | 23. november 1944 |
| 2.                                     | Obergefreiter | Alfred Backhaus           | 9. marec 1945     |
| 3.                                     | Nadporočnik   | Lothar Bärwinkel          | 23. junij 1942    |
| 4.                                     | Nadporočnik   | Georg-Alexander von Bauer | 16. junij 1944    |
| 5.                                     | Nadporočnik   | Wilhelm Becker            | 16. februar 1942  |
| 6.                                     | Stotnik       | Gerhard von Bercksfeldt   | 18. oktober 1941  |
| 7.                                     | Unteroffizier | Otto Bergner              | 9. marec 1945     |
| 8.                                     | Stotnik       | Hugo Birkholz             | 23. maj 1944      |
| 9.                                     | Feldwebel     | Erwin Bohlken             | 1. junij 1944     |
| 10.                                    | Polkovnik     | Wilhelm Born              | 23. junij 1942    |
| 11.                                    | Oberfeldwebel | Alfred Bornemann          | 6. januar 1945    |
| 12.                                    | Nadporočnik   | Friedrich Wilhelm Brandt  | 24. maj 1942      |
| 13.                                    | Stotnik       | Gerhard Braun             | 29. november 1942 |
| 14.                                    | Nadporočnik   | Herbert Braun             | 24. maj 1942      |
| 15.                                    | Nadporočnik   | Werner Büschen            | 15. november 1941 |
| 16.                                    | Nadporočnik   | Gerhard Cramer            | 13. januar 1944   |

| Seznam nosilcev nemškega križa v srebru |               |                   |                   |
| Št.                                     | Čin           | Ime               | Datum podelitve   |
| 1.                                      | Ob.Stb.       | Hans Dählmann     | 5. oktober 1944   |
| 2.                                      | He.Werksm.    | Franz Ebert       | 5. oktober 1944   |
| 3.                                      | Feldwebel     | Peter Könighausen | 2. junij 1944     |
| 4.                                      | Feldwebel     | Kurt Krause       | 5. april 1945     |
| 5.                                      | Major         | Otto Schmidt      | 21. junij 1944    |
| 6.                                      | He.Werksm.    | Heinz Schuttwolf  | 13. april 1945    |
| 7.                                      | He.Hpt.Werkm. | Herman Stoye      | 28. junij 1944    |
| 8.                                      | Stb.A         | Walter Zöller     | 9. september 1944 |

Prejemniki častnega znaka kopenske vojske
| Seznam nosilcev častnega znaka kopenske vojske |                |                             |                    |
| Št.                                            | Čin            | Ime                         | Datum podelitve    |
| 1.                                             | Nadporočnik    | Matthias Bergmann           | 19. september 1943 |
| 2.                                             | Major          | Wilhelm Born                | 19. avgust 1941    |
| 3.                                             | Major          | Franz-Josef Eckinger        | 20. september 1941 |
| 4.                                             | Nadporočnik    | Kurt Eilhauer               | 1945               |
| 5.                                             | Nadporočnik    | Helmut Ellinger             | 5. junij 1944      |
| 6.                                             | Nadporočnik    | Franz Föllmer               | 28. julij 1941     |
| 7.                                             | Podpolkovnik   | Heinz-Werner Frank          | 5. maj 1944        |
| 8.                                             | Obergefreiter  | Paul Frevel                 | 21. junij 1942     |
| 9.                                             | Poročnik       | Rolf Fromme                 | 22. julij 1941     |
| 10.                                            | Stotnik        | Harro Freiherr von Frydag   | 8. februar 1943    |
| 11.                                            | Unteroffizier  | Lothar Georgi               | 28. avgust 1941    |
| 12.                                            | Feldwebel      | Otto Haack                  | 17. oktober 1944   |
| 13.                                            | Oberfeldwebel  | Wilhelm Hafner              | 5. december 1944   |
| 14.                                            | Oberschirrmann | Gerhard Haschke             | 15. oktober 1944   |
| 15.                                            | Poročnik       | Heinz-Peter Huppert         | 1. marec 1942      |
| 16.                                            | Major          | Helmut Huppert              | 7. marec 1944      |
| 17.                                            | Poročnik       | Heinz Kirchner              | 22. julij 1941     |
| 18.                                            | Nadporočnik    | Herbert Kohlmann            | 25. marec 1945     |
| 20.                                            | Major          | Karl Langer                 | 27. januar 1944    |
| 21.                                            | Stotnik        | Ernst Loesch                | 7. februar 1944    |
| 22.                                            | Feldwebel      | Stanislaus Mack             | 5. december 1944   |
| 23.                                            | Nadporočnik    | Kurt Mende                  | 1945               |
| 24.                                            | Poročnik       | Bernhard Müller             | 5. november 1944   |
| 25.                                            | Stotnik        | Georg Neumann               | 19. avgust 1941    |
| 26.                                            | Polkovnik      | Karl Neumeister             | 5. oktober 1944    |
| 27.                                            | Stotnik        | Arno Olze                   | 7. januar 1943     |
| 28.                                            | Poročnik       | Karl Pfeiffer               | 5. oktober 1944    |
| 29.                                            | Poročnik       | Alfred Plettenbauer         | 25. marec 1945     |
| 30.                                            | Oberfeldwebel  | Alois Rinke                 | 5. oktober 1944    |
| 31.                                            | Major          | Werner Freiherr von Seebach | 25. november 1944  |
| 32.                                            | Stotnik        | Friedrich Stengl            | 25. februar 1945   |

Prejemniki zlatega znaka za bližinski boj
| Seznam nosilcev zlatega znaka za bližinski boj |               |                 |                   |
| Št.                                            | Čin           | Ime             | Datum podelitve   |
| 1.                                             | Obergefreiter | Alfred Backhaus | 16. november 1944 |
| 2.                                             | Unteroffizier | Otto Bergner    | 20. januar 1945   |
| 3.                                             | Feldwebel     | Josef Wagner    | 8. januar 1945    |

Prejemniki viteškega križa vojnega zaslužnega križa
| Seznam nosilcev viteškega križa vojnega zaslužnega križa |         |                |                 |
| Št.                                                      | Čin     | Ime            | Datum podelitve |
| 1.                                                       | Stotnik | Karl Kunstmann | 19. april 1945  |